# Olceclostera
Olceclostera is een geslacht van vlinders van de familie Apatelodidae.

## Soorten
- O. amelda Dyar, 1915
- O. amoria Druce, 1890
- O. angelica Grote, 1864
- O. avangareza Schaus, 1910
- O. azteca Schaus, 1894
- O. basifusca Draudt, 1929
- O. bifenestrata Schaus, 1912
- O. bilinea Schaus, 1900
- O. brama Schaus, 1920
- O. castra Dukinfield Jones, 1908
- O. castrona Schaus, 1894
- O. cuyabata Draudt, 1929
- O. guanduna Draudt, 1929
- O. ibar (Schaus, 1927)
- O. indentata Schaus, 1910
- O. interniplaga Draudt, 1929
- O. irrorata Butler, 1878
- O. magniplaga Schaus, 1910
- O. maya Schaus, 1892
- O. microps Walker, 1855
- O. mutusca Schaus, 1892
- O. nigripuncta Schaus, 1910
- O. oriunda Schaus, 1905
- O. reperta Walker, 1865
- O. truncata Walker, 1855